# カヤン新領土党
カヤン新領土党（カヤンしんりょうどとう、ビルマ語: ကယန်းပြည်သစ်ပါတီ、英語: Kayan New Land Party、 略称: KNLP）は、ミャンマーのカヤン族による政治組織である。軍事部門はカヤン新領土軍（Kayan New Land Army: KNLA）、行政部門はカヤン新領土革命評議会（Kayan New Land Revolutionary Council: KNLRC）である。

## 概要
カヤン新領土党は、カヤン族によって1964年に結成された武装組織である。1994年の停戦後は支配地域の利権を確保している。

## 歴史

### KNLP黎明期

#### 前史
1962年にクーデターによって成立したネウィン政権はビルマ式社会主義を標榜し、強硬な政策を推し進めた。1963年、ペコン郡区でモーバイダム建設反対委員会が設立された。1964年5月、ネウィン政権は予告なく50チャットと100チャットの廃貨を行った。

#### 武装闘争へ
1964年6月4日、ネウィン政権に反発したペコン郡区の村人が軍の前哨基地を襲撃した。最初の武装組織は抗日闘争を指導したボー・ピャン（Bo Pyan）により組織されていたが、元ラングーン大学学生のシュエエイが合流し、同年8月8日にカヤン新領土党が結成された。
Lintner（1999）およびSmith（1999）は1964年の武装闘争はネウィン政権の高額紙幣廃貨の後に起きたと記述しているが、同年にKNLPが設立されたのはダム反対運動の流れを受けたものであるとする記述も存在している。
また、South（2020）はカトリックの宣教師を含む全ての外国人宣教師がミャンマー国内から追放されたことを受けて、信教の自由を求めて武装闘争に踏み切ったのだとしている。

#### ビルマ共産党との提携・同盟
当初はカレンニー民族進歩党と協力関係にあり、1976年にはNDF（National Democratic Front、民族民主戦線）に加入していたが、ビルマ共産党と連携するために1977年にNDFを離脱した。支配地域が国境から遠く、外国からの支援を望めなかったため、1979年にKNLPはビルマ共産党と同盟関係を構築した。また、パオ族左派のシャン州諸民族人民解放機構（Shan State Nationalities People’s Liberation Organisation: SSNPLO）やカレンニー民族進歩党左派の分派であるカレンニー民族人民解放戦線（Karenni Nationalities People’s Liberation Front: KNPLF）と共闘関係にあった。
強力な同盟相手であったビルマ共産党が1989年に崩壊すると、KNLPの内部からも分裂が生じた。1991年、カヤン民族守備隊（Kayan National Guard: KNG）は60人程の兵力を以てKNLPから分裂し、軍事政権と停戦交渉を行った。同年6月20日、KNLPはNDFに再加入した。

### 停戦後
1994年7月26日、同盟相手を失ったKNLPは軍事政権と停戦交渉を行い、カヤー州第3特区として支配地域の自治を認められた。また、森林の伐採や鉱山開発などの利権が認められた。しかしながら、KNLPと軍事政権との関係は安定していたわけではなく、ウィキリークスに漏洩した文書において、駐ミャンマー米国大使館は「熱くも冷たくもある関係」と評している。
2005年、KNLP支配地域内にミャンマー軍の支援する民兵が誕生し、衝突ののちKNLPは撤退することとなった。
KNLPは停戦後、ミャンマー軍と緊密に連携し、民兵のような立ち位置となっていた。2009年、軍事政権は2008年憲法に基づき、全ての軍事組織はミャンマー軍の統制下に無ければならないとして国境警備隊（Border Guard Force: BGF）や民兵に転換するように圧力をかけた。軍事政権は2009年11月にKNLPがミャンマー軍傘下の民兵になったとしたが、KNLP側はこれを否定している。
当初、KNLPは軍事政権には「交渉相手」とみなされており、国民議会には招待されたが、テインセイン政権期の全国停戦合意や連邦和平会議 - 21世紀パンロンからは除外された。KNLPは、2015年11月にワ州連合軍によって開催されたパンサン会議に参加した12の少数民族武装組織の1つであり、政治的な活動を継続している。

### 2021年クーデター後
2021年ミャンマークーデター後、KNLPは、ミャンマー軍との直接対決を避け、抵抗勢力に対して「背後からの支援」を行うことで生存を図る戦略をとってきた。KNLPは国民防衛隊（PDF）を訓練するなど、密かに抵抗勢力との協力関係を構築し、クーデターに抗議するデモに参加して逮捕された民衆を釈放するよう軍事政権に圧力をかけ、釈放させるなどの行動を見せている。
2021年5月、KNLPと国民防衛隊は、シャン州南部ソウンナンケー村でミャンマー軍と衝突した。The Irrawaddyによると、抵抗勢力に加わってミャンマー郡と衝突したのはKNLPの下士官であり、同年6月にKNLPはKNPLFおよびカレンニー民族平和発展党（2勢力は共に国境警備隊や民兵に転換している）と連名で、カレンニー諸民族防衛隊（KNDF）名義でミャンマー軍との停戦を宣言した。
2022年3月には他の民兵グループと同様にミャンマー軍から武器を供与されるなど、依然としてミャンマー軍との関係は緊密である。しかし、KNLPの基地はミャンマー軍の空爆の標的となった。逆に、KNLPが抵抗勢力によるミャンマー軍陣地への攻撃を妨害したという報告もあった。
カレンニー州暫定執行評議会（カレンニーIEC）がカヤー、カヤン、カヨーなど多様な民族のアイデンティティを統合したカレンニーという地理的実体を追い求めるのに対して、KNLPはカヤンを中心とするカヤン州の設立を目標としている。KNLPは軍事政権と戦っていないというカヤンの若者の批判をかわすために、モービエ、プルーソー、西部デモーソーの国民防衛隊（PDF）をカヤン民族軍（KNA）として組織し、軍事政権と対決してないとも、KNAを通して対決しているとも言うことの出来る曖昧な立ち位置にある。

## 政治
1998年8月11日、KNLPはカレンニー民族人民解放戦線およびシャン州諸民族解放機構と合同で国民民主連盟を支持し、1990年選挙で選ばれた議員による国会を招集するよう声明を出した。また、声明では軍事政権、国民民主連盟、少数民族組織の三者協議を呼びかけた。
2004年5月、国民会議において新憲法のミャンマー軍の権限を見直し、少数民族の自治権を尊重するよう、他の7少数民族武装組織と合同で声明を出した。
2014年6月、KNLPは憲法改正においてミャンマー軍が事実上の拒否権を有する2008年憲法第436条の改正を訴える国民民主連盟の主張を支持した。また、同年12月、2015年ミャンマー総選挙においてはミャンマー軍の翼賛政党である連邦団結発展党以外ならどの政党でも支持するとした。
フロンティア・ミャンマーによると、KNLPのウィンモー少佐の娘は人民代表院で国民民主連盟から出馬し、当選するなど、KNLPと国民民主連盟の間にはコネクションがあるという。
国民統一政府人権省副大臣のバハンタンはKNLP創始者のシュエエイの子供であり、KNLPでは対外同盟担当を務めた。

## 分派

### カヤン民族守備隊
1991年、カヤン民族守備隊（Kayan National Guard: KNG）は60人程の兵力を以てKNLPから分派し、軍事政権と停戦交渉を行った。1992年2月27日、ガブリエル・ビャン（Gabriel Byan）率いるこの分派集団は軍事政権と停戦条約を締結し、「カヤー州第1特区」として支配地域の自治を認められた。KNGは国民議会に参加したが、これ以降政治的に活動しておらず、2009年にはミャンマー軍傘下の人民民兵（英語: People’s Militia Force: PMF、ビルマ語: ပြည်သူ့စစ်）となった。1993年にガブリエル・ビャンが殺害されて以来、テイコー（Htay Ko）が指導者となっている。
KNGは麻薬取引に深く関与しているとされており、ピキンとファイクンで2,000エーカーの土地でアヘンケシを栽培させて20%の税金を取っている。また、ファイクンにはヘロインの精製所があるとされる。
2021年クーデター後の2022年3月、ミャンマー軍傘下の民兵としてKNDFをはじめとする抵抗勢力と戦闘を行った。しかし、その後は抵抗勢力との戦闘は行っていない。兵力は30-40人程度であるとされる。

## 教育
KNLPは2022年にカヤン民族教育委員会（Kayan National Education Committee: KNEC）を設立した。KNECは145の基礎教育学校を監督しており、1,000人以上の教職員を雇用している。このうち70の学校ではカヤン語教育を、残りの学校ではビルマ語教育を行っている。また、KNECはカヤン地域の13,000人以上の学生に教育を行っており、KNEC系列の学校はカレンニー州暫定執行評議会（カレンニーIEC）からは独立して運営されている。
2024年8月6日、KNECは初の高等教育機関であるカレン民族大学を開校した。カヤン民族大学は、2024年10月の開始を予定している。同大学は教育学、農学、健康科学、開発社会学、計算機科学、カヤン文学と言語の6科目を開講する予定であり、将来的には自然科学、経済学、法学、都市管理といった科目を開講するとしている。安全上の理由から、大学の具体的な地点は秘匿されている。

## 争議

### ミンマティ鉱山をめぐる住民との対立
シャン州南部ペコン郡区のミンマティ山では英国植民地時代から地元住民が鉱物の採掘を行っていたが、KNLPは軍事政権との停戦後の1994年にミンマティ山においてFour Star Kayan Region Development社名義で鉱山の独占採掘事業を始めた。2000年以降、Four Star社は地元住民に通知することなく、ミンマティ山地域を鉱区を指定した。2019年に中国企業と共同で鉱山を開発する計画があったが、問題が生じ、プロジェクトは中断された。
2025年初頭、中国資本のMr. Wan社はKNLP議長タンソーナインが所有するFour Star社とミンマティ鉱山における鉛と金属の採掘に関する5年契約を締結し、機械による採掘を許可された。鉱山近辺に居住するプラドン支族（カヤンの一支族）は11の村と居住する5,000人に被害が出る恐れがあるとして中止を求めたが、会社側は交渉を拒否した。
鉱山近隣のティチェイッ村民は4月24日に鉱山に食品を輸送する車両を停止させたため、中国企業が武装した警備員を呼び、乱闘騒ぎとなった。その後もティチェイッ村住民は採掘機械の搬入を阻止し、5月1日から5月5日まで抗議運動を続けた。その結果、ミンマティ鉱山は一時的に操業を停止した。KNLPが5月5日に発出した声明の第5項には、「違法な社会組織が一部の無知な若者を扇動し、欺き、村人に対して暴力行為を行い、カヤン地域の平和と安定を脅かしている」との文言があり、抗議運動への警告を示唆した。5月9日、KNLPとプラドン支族は再び協議を行ったが合意に至らなかった。同月16日、プラドン支族のクンアウンナインゾー会長とクンカインミンナイン事務局長はタンソーナインおよびその息子とシュエエイ邸で会談したが、プラドン支族の指導者4人はその後タンソーナインの兵士らに拘束された。5月20日に双方は7項目の合意に達し、指導者らは解放された。住民によるとFour Star社は事業をKNLP中央委員会に返還し、今後Four Star社の事業は行われない見込みである。当該鉱区において小規模な採掘は許可されるものの、重機を使用した大規模な採掘は今後は受け入れないとしており、プラドン支族が全てを管理・維持する予定である。